# Utricularia pierrei
Utricularia pierrei — вид рослин із родини пухирникових (Lentibulariaceae).

## Середовище проживання
Цей вид був зареєстрований лише з південного В'єтнаму, але його не бачили десятиліттями.
Ареал проживання та екологія цього виду невідомі.